# Enhanced Telecom Operations Map
eTOM (ang. enhanced Telecom Operations Map) – rozszerzona mapa procesów telekomunikacyjnych, to szeroko stosowany model procesowy przedsiębiorstwa telekomunikacyjnego. Opisuje on komplet obszarów biznesowych, kluczowe procesy w tych obszarach oraz ich współdziałanie. Autorem tego modelu jest TeleManagement Forum. Specyfikacje eTOM są dalej rozwijane i dlatego najlepszym źródłem aktualnych dokumentów jest internetowy portal eTOM (patrz: Linki zewnętrzne) 
eTOM pozostaje w ścisłym związku z ITIL, który jest analogicznym standardem lub zestawem najlepszych praktyk w informatyce.
Obydwa te ramowe rozwiązania są częścią szerszego zagadnienia, jakim jest zarządzanie jakością. ISO 9000 jest prawdopodobnie najlepiej znanym reprezentantem standardów zmierzających do polepszenia rezultatów działania firm, ale jest bardziej ogólny niż eTOM czy ITIL. 
eTOM został przyjęty przez ITU-T i jego specyfikację zawiera wieloczęściowe Zalecenie ITU-T M.3050, wchodzące w skład serii zaleceń opisujących Sieć zarządzania telekomunikacją (TMN).

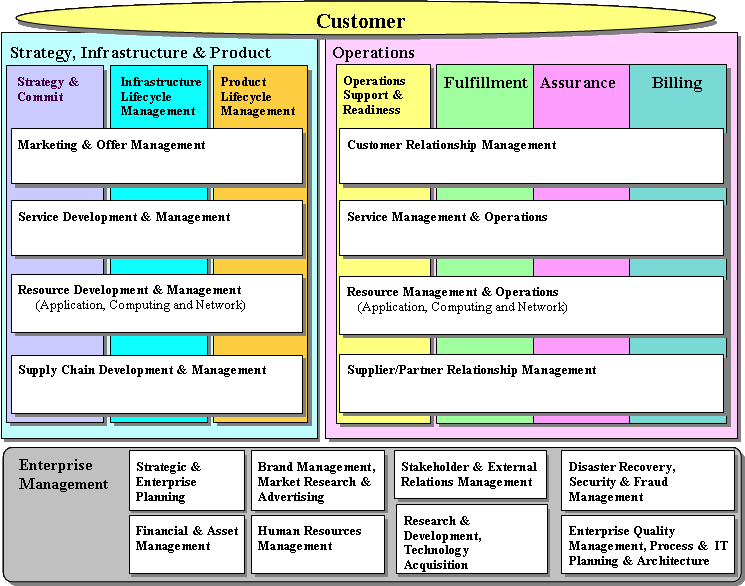
Diagram eTOM

## Podstawy eTOM
eTOM obejmuje trzy główne obszary procesów biznesowych:
-	Strategia, infrastruktura i produkt - obejmujący zarządzanie cyklem życia infrastruktury i produktów,
-	Eksploatacja i utrzymanie – obejmujący trzon zarządzania operacyjnego,
-	Zarządzanie przedsiębiorstwem – obejmujący wsparcie firmowe dla pierwszych dwóch podstawowych obszarów.
Obszary te podlegają dekompozycji na podgrupy procesów z punktu widzenia realizowanych funkcji (strategia, cykl życia infrastruktury, cykl życia produktu, wsparcie techniczne eksploatacji, oferowanie usług, świadczenie usług, rozliczenia) oraz na podgrupy procesów z punktu widzenia przedmiotu działania (oferta, usługi, zasoby, łańcuch dostaw, klienci, dostawcy).
Zakłada się wielopoziomową dekompozycję i opisywanie elementów modelu oraz procesów do takiego stopnia szczegółowości, jaki będzie wymagany w zastosowaniach. Standardowe specyfikacje obejmują tylko pierwsze 3 poziomy. 